# Christian Wilhelm Blomstrand

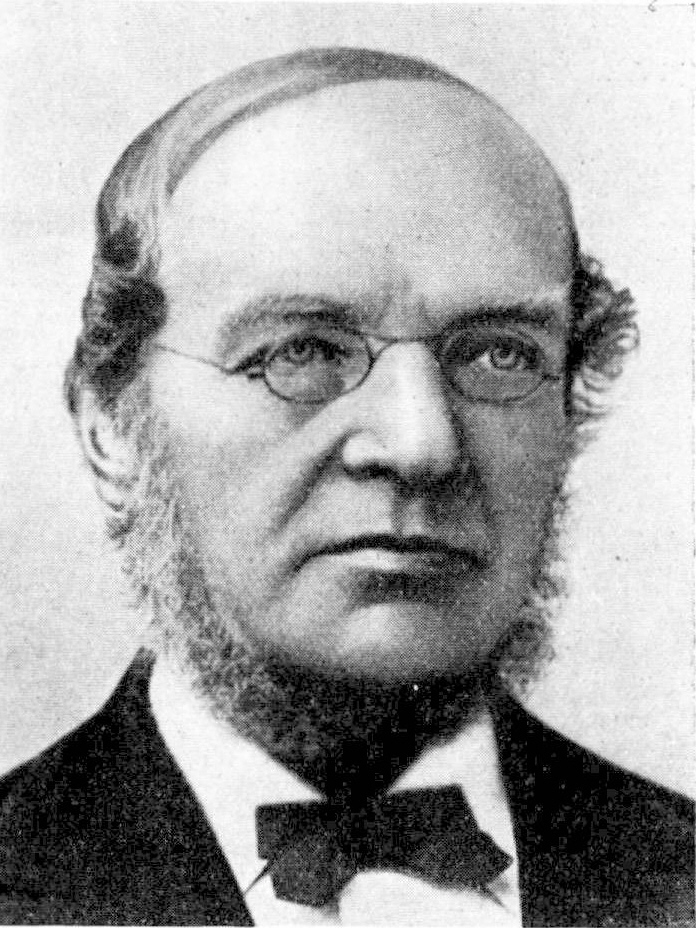
Christian Wilhelm Blomstrand

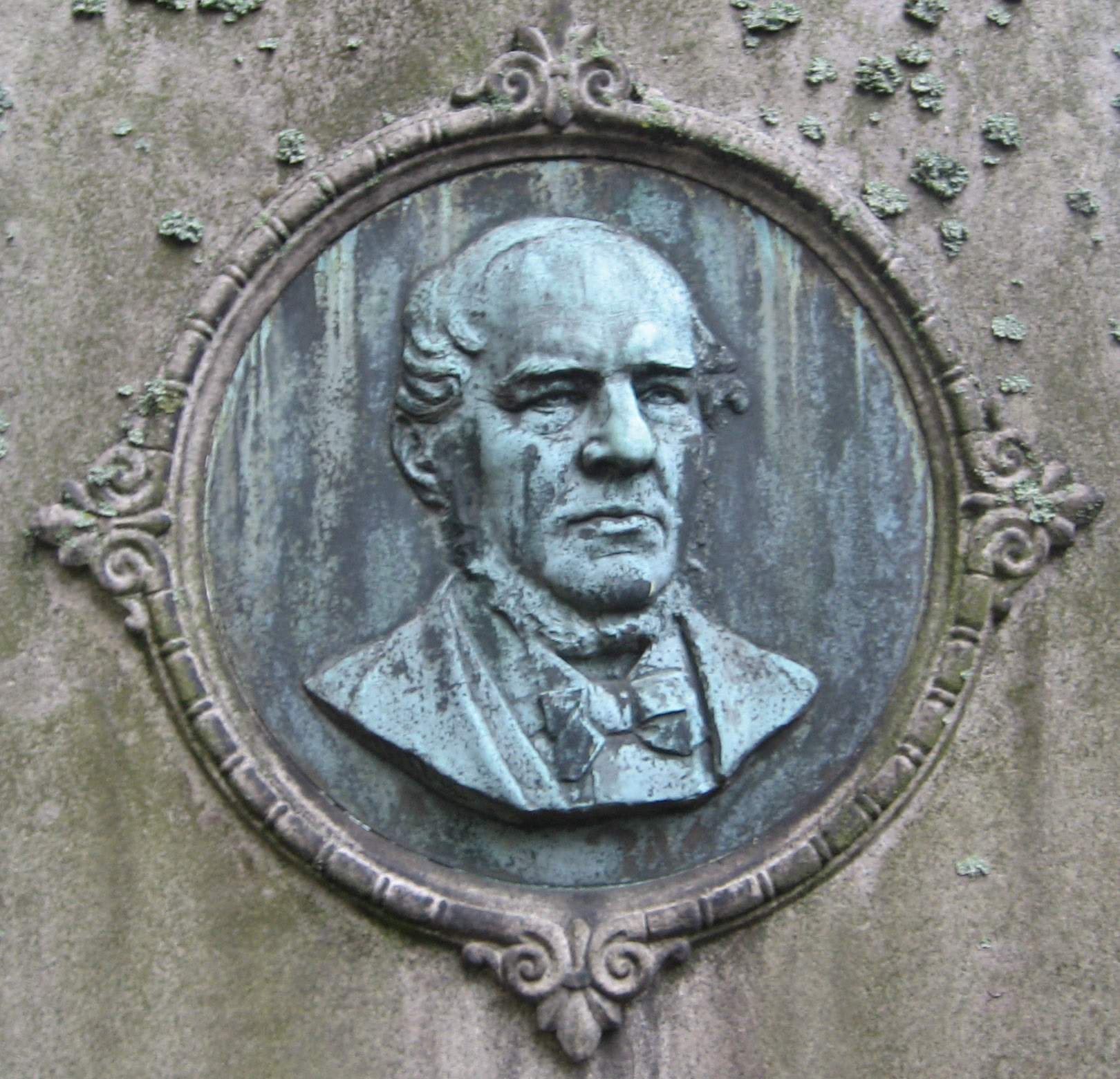
Christian Wilhelm Blomstrand

Christian Wilhelm Blomstrand (* 20. Oktober 1826 in Växjö, Südschweden; † 5. November 1897 in Lund) war ein schwedischer Chemiker.

## Leben und Werk
Blomstrand promovierte 1850 an der Universität Lund. Er wurde dort 1854 Dozent, 1856 Laborator am Chemischen Institut und 1862 Professor der Chemie und Mineralogie. 1871/72 amtierte er als Rektor der Universität. 1861 war er Teilnehmer der wissenschaftlichen Expedition nach Spitzbergen; seine dabei gesammelten Geognostika iakttagelser under en resa till Spetsbergen erschienen in den Verhandlungen der Akademie der Wissenschaften in Stockholm, deren Mitglied er 1861 wurde.
Er lieferte zahlreiche Arbeiten über Mineralchemie, über Platin- und Goldcyanide, entdeckte mehrere neue Mineralien und bearbeitete auch die theoretische Chemie. 1865 stellte er fest, dass die von Heinrich Rose gefundenen Niobverbindungen Gemische von Niob- und Tantaloxiden gewesen sind.
Blomstrand verfasste u. a. vielbenutzte Lehrbücher für die organische Chemie. Außerdem publizierte er viele Aufsätze und Untersuchungen in Zeitschriften, so auch in den Berichten der Deutschen Chemischen Gesellschaft.

## Veröffentlichungen
- Minnestecking ofver Carl Wilhelm Scheele
- Die Chemie der Jetztzeit vom Standpunkt der elektrochemischen Auffassung aus Berzelius’ Lehre entwickelt. Heidelberg 1869